# Zesilovač zpětného rázu

Animace fungování zesilovače na ústí kulometu Vickers

Zesilovač zpětného rázu je zařízení připevněné k ústí palné zbraně, jehož účelem je využití energie unikajících povýstřelových spalin ke zrychlení zákluzového pohybu hlavně. Zesilovač se obvykle používá ke zlepšení spolehlivosti chodu automatiky zbraně nebo k zvýšení rychlosti střelby.
Zesilovač zpětného rázu funguje zcela opačně než úsťová brzda, která je navržena k použití hnacích plynů ke snížení zpětného rázu střelné zbraně. Na rozdíl od úsťové brzdy však zesilovač využívá tlak rozpínajících se plynů, spíše než reakční sílu, a nemění pociťovaný zpětný ráz zbraně, pouze přidává více energie provozním součástem. 

## Historie a využití

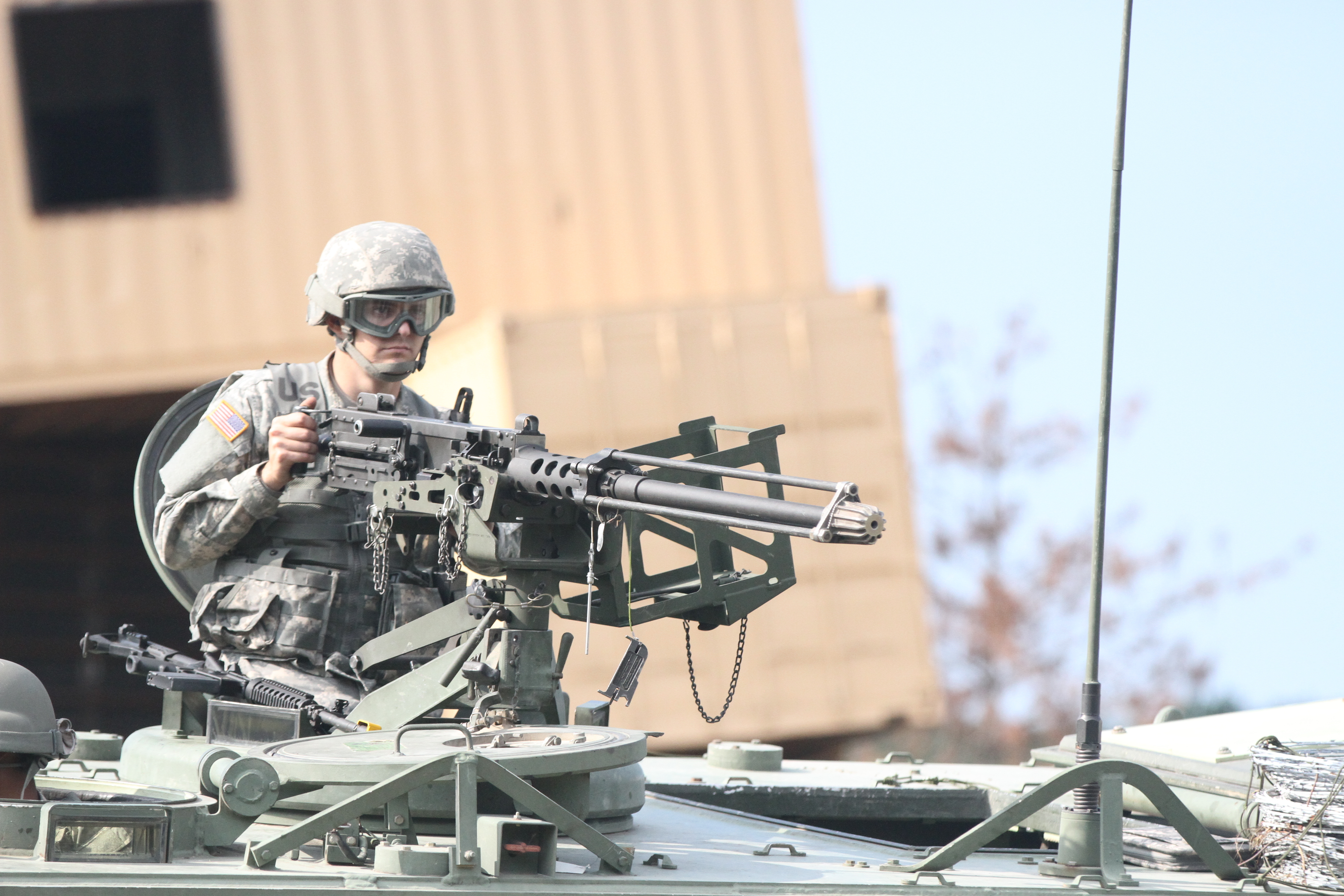
adaptér na kulometu M2 Browning pro střelbu slepými náboji

Zesilovač zpětného rázu byl poprvé použit u kulometu kulometu Vickers z roku 1912. Vickers, stejně jako kulomet Maxim, ze kterého byl vyvinut, využívá krátkého zákluzu hlavně. Po výstřelu zpětný ráz tlačí hlaveň a závěr dozadu uvnitř zbraně. Tento pohyb poskytuje energii potřebnou k extrakci a vyhození prázdné nábojnice a stlačí zpětnou pružinu k dokončení cyklu. Zesilovač zpětného rázu zvýšil sílu zpětného rázu přenášenou na hlaveň tím, že nasměroval část unikajícího plynu, aby tlačily hlavně dozadu, než aby se nechaly volně rozšířit před ústím. Zařízení na ústí v podstatě fungovalo jako pomocný plynový operační systém, přičemž hlaveň působila jak plynový píst. Tím se zvýšila počáteční rychlost hlavně a závěru, což poskytlo více energie pro provoz mechanismu. Nejčastěji se používá zesilovač zpětného rázu u zbraní fungujících na principu krátkého zákluzu hlavně výjimečně u jiných systémů. Později byl zesilovač zpětného rázu použit i na kulomet maxim, dalším příkladem zbraní používajících zesilovač je např. MG 34 a MG 42.
Zesilovač zpětného rázu našel uplatnění také v tlumičích hluku výstřelu, které jsou upevněny na poloautomatických pistolích, fungujících na principu krátkého pohybu (například poklesu) hlavně.
Tlumič uchycený na hlaveň zvyšuje hmotnost hlavně se závěrem; tím roste i velikost síly potřebné k překonání setrvačnosti celku hlaveň, tlumič, závěr, tedy k uvedení tohoto celku do pohybu, jinak řečeno síly, která je potřebná k odemčení závěru a natažení zbraně. Tento problém řeší Nielsenovo zařízení (Nielsen device); jedná se o odpružený úchyt tlumiče k hlavni, který zvyšuje velikost síly tlačící hlaveň zpět.